# Mecklenburg (regió)
Mecklenburg (pronunciació alemanya: [ˈmeːklənbʊʁk]:, en baix alemany: Mękel(n)borg [ˈmɛːkəl(n)bɔrx]) és una regió històrica al nord d'Alemanya que comprèn la part occidental i més gran de l'estat federat de Mecklenburg-Pomerània Occidental. Les ciutats més grans de la regió són Rostock, Schwerin, Neubrandenburg, Wismar i Güstrow.
El nom Mecklenburg deriva d'un castell va anomenar "Mikilenburg" ("castell gran" en antic saxò, per això la seva traducció a grec: Megalopolis i llatí Nou:), es trobava entre les ciutats de Schwerin i Wismar. En llengua eslava fou anomenada Veligrad, en la que també significa "castell gran". Fou la seu ancestral de la Casa de Mecklenburg. Per un temps l'àrea va ser dividida a Mecklenburg-Schwerin i Mecklenburg-Strelitz entre la mateixa dinastia.
Lingüísticament els habitants de Mecklenburg retenen i usen moltes característiques de vocabulari o fonologia del baix alemany.

## Geografia
Mecklenburg és sobretot coneguda pel seu relleu de plana. Molt terreny és ple de torberes, estanys, pantans i camps, espurnejat de petits boscos. Els canvis de terreny a mesura que s'avança cap al nord vers la mar Bàltica.
Sota la torba de Mecklenburg a voltes s'hi troben dipòsits d'antics fluxos de lava. Tradicionalment, com a mínim al camp, la pedra d'aquests fluxos és tallada i usada en la construcció de cases, sovint conjuntament amb ciment, maó i fusta, formant un aspecte únic a l'exterior de cases de país.
Mecklenburg té una agricultura productiva, però la terra és més adequada per pasturar bestiar.

### Centres urbans a Mecklenburg
| Municipi/ciutat | Districte                   | Poblacions del 31 de desembre de 2012 | Imatge                                                                 |
| --------------- | --------------------------- | ------------------------------------- | ---------------------------------------------------------------------- |
| Rostock         | Districte-ciutat lliure     | 206.011 (12-31-2015)                  | Rostock-Warnemünde                                                     |
| Schwerin        | Districte-ciutat lliure     | 91.264                                | Schwerin Palau (seient del parlament estatal de Mecklenburg-Vorpommern |
| Neubrandenburg  | Mecklenburgische Seenplatte | 63,509                                | Neubrandenburg im Morgennebel, per Caspar David Friedrich              |
| Wismar          | Nordwestmecklenburg         | 42.433                                | Wismar                                                                 |
| Güstrow         | Rostock                     | 28.586                                | Palau renixentsta de Güstrow                                           |
| Neustrelitz     | Mecklenburgische Seenplatte | 20.322                                | Església reial de Neustrelitz                                          |
| Waren           | Mecklenburgische Seenplatte | 21.074                                | El Müritzeum aquàrium en Waren                                         |
| Parchim         | Ludwigslust-Parchim         | 17.174                                | Parchim Oficina de correu                                              |
| Ludwigslust     | Ludwigslust-Parchim         | 11.998                                | Ludwigslust Palau de barroc ("Versaille del Del nord")                 |
| Bad Doberan     | Rostock                     | 11.427                                | Gòtic de maó Doberan Minster                                           |
| Hagenow         | Ludwigslust-Parchim         | 11.324                                | Església i ciutat vella de Hagenow                                     |
| Grevesmühlen    | Nordwestmecklenburg         | 10.621                                | Molí de vent de Grevesmühlen                                           |
| Boizenburg/Elbe | Ludwigslust-Parchim         | 10.169                                | Boizenburg moat al voltant de la ciutat vella                          |
| Teterow         | Rostock                     | 8.733                                 | Teterow Bergring Pista de cursa                                        |
| Malchin         | Mecklenburgische Seenplatte | 7.657                                 | Kalensches Tor, porta de ciutat en Malchin                             |

## Història

### Antiguitat i edat mitjana
Mecklenburg és lloc de moltes tombes prehistòriques dolmen. El seu més primerenc va organitzar els habitants poden haver-hi tingut orígens Celtes. No gaire més enllà de l'any 100 aC l'àrea ja estava poblada per pobles germànics cristians.
El símbol tradicional de Mecklenburg, el cap de bou somrient (en baix alemany : Ossenkopp, literalment cap de bou', essent osse un sinònim per bou i brau en mitjà baix alemany), subjectant un collar, i una corona damunt, pot haver-hi originat d'aquest període. representa el que els pobles primerencs haurien portat, p. ex. un cap de bou cap com a casc, amb la pell penjant per l'esquena per protegir el coll del sol i, en general, com una manera d'imbuir por a l'enemic.
Dels segles vii a xii, el Mecklenburg germànic fou governat per senyors eslaus occidentals, arribats des de les estepes. Entre ells hi havia els obotrites i altres tribus a les que les fonts franques es refereixen com a wends. El fundador de la dinastia del segle xi de Mecklenburg de ducs i posteriorment grans ducs, que perduraren fins al 1918, fou Nyklot dels obotrites.
A les darreries del segle xii Enric el Lleó, Duc dels Saxons, conquerí la regió, prengué juraments dels senyors locals, i cristianitzà la seva gent, en un precursor a les Croades Bàltiques. Dels segles xii al xiv, molts d'alemanys i flamencs poblaren la regió (Ostsiedlung), important la llei alemanya i tècniques agrícoles millorades. Els Wends que va sobreviure a les guerres i devastació dels segles anterior, incloent invasions i expedicions provinents de Saxònia, Dinamarca i Lutici així com conflictes interns, foren assimilats durant els segles posteriors. Tanmateix, elements de certes paraules i noms persistiren en la parla d'influència eslava de Mecklenburg. Un exemple seria la ciutat de Schwerin, antigament anomenat Zuarin en eslau. Un altre exemple és el nom de la ciutat de Bresegard, la porció del nom 'gard' deriva de la paraula eslava 'grad', que significa poble o ciutat.
Des del segle xii el territori restà estable i relativament independent dels seus veïns; un dels pocs territoris alemanys on això passà. Durant la Reforma Protestant el Duc en Schwerin es convertiria a Protestantisme i així que seguiria el Duchy de Mecklenburg el 1549.

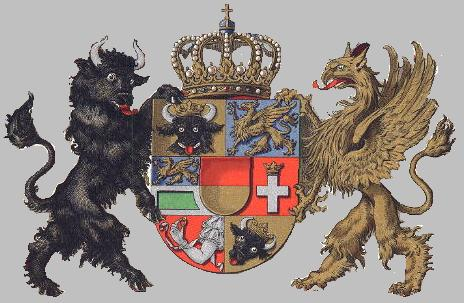
Escut històric de 7 camps d'armes, simbolitzant els 7 senyorius de Mecklenburg: El ducat de Mecklenburg, el principat (diòcesis anteriors) de Schwerin i Ratzeburg, el comtat de Schwerin i els herrschafts (senyorius) de Rostock, Werle i Stargard.

### Particions de Mecklenburg
Com altres territoris alemanys Mecklenburg fou partit i repartit entre els diversos membres de la dinastia governant. El 1621 fou dividit en dos ducats de Mecklenburg-Schwerin i Mecklenburg-Güstrow. Amb l'extinció del línia de Güstrow el 1701, les terres es repartiren entre el Ducat de Mecklenburg-Schwerin, i part a la nova línia de Mecklenburg-Strelitz.
El 1815, el dos ducats de Mecklenburg foren elevats a grans ducats, el de Mecklenburg-Schwerin i el de Mecklenburg-Strelitz, i subsegüentment existiren per separat com a tals sota poder absolut (les constitucions foren ratificades a la vigília de la Primera Guerra Mundial) fins a la revolució de 1918. La vida a Mecklenburg podria ser força dura. Pràctiques com haver de demanar permís al gran duc per casar-se, o haver de sol·licitar permís per emigrar, duraren molt de temps a Mecklenburg (p. ex. 1918), després que tals pràctiques s'havien abandonat a d'altres àrees alemanyes. Fins a la segona meitat del segle xix el gran duc posseïa personalment la meitat dels conreus. L'últim Duc va abdicar el 1918, quan les monarquies decaigueren arreu d'Europa. La casa ducal governant a Mecklenburg regnà de forma ininterrompuda (excepte dos anys) des de la seva incorporació al Sacre Imperi fins al 1918. De 1918 a 1933 els ducats foren estats lliures a la República de Weimar.
Tradicionalment Mecklenburg ha sigut una de les àrees alemanyes més pobres, i més tard la més pobre dels estats o länder, en l'Alemanya unificada. Les raons per això poden ser variades, però una posicions de factor fora: la terra és pobra des d'un punt de vista agrícola i no pot produir al mateix nivell que altres llocs d'Alemanya. Ambdós ducats de Mecklenburg intentaren ser estats independents després del 1918 fracassant.

### Història a partir del 1934
Després de tres segles de partició Mecklenburg s'unificà l'1 de gener de 1934 pel govern alemany. Durant la Segona Guerra Mundial la Wehrmacht va assignar Mecklenburg i Pomerània al districte militar, Wehrkreis II, sota ordres de General der Infanterie Werner Kienitz, amb la seu a Szczecin. Mecklenburg fou assignada a una àrea amb el quarter general a Schwerin, que fou responsable d'unitats militars a Schwerin; Rostock; Parchim; i Neustrelitz.
Després de la Segona Guerra Mundial, el govern soviètic que ocupà Alemanya oriental va fusionar Mecklenburg amb la petita regió veïna de Pomerània Occidental (Vorpommern en alemany) per formar l'estat de Mecklenburg-Pomerània Occidental. Mecklenburg contrubí amb uns dos terços del territori del nou estat nou i la majoria de la seva població. El nou estat també acollí de manera provisional o permanent de molts refugiats expulsats dels territoris alemanys anteriors van agafar per la Unió soviètica i Polònia després de la guerra. Els soviètics canviaren el nom de "Mecklenburg-Pomerània Occidental" a "Mecklenburg" el 1947.
El 1952, el govern de la República Democràtica Alemanya finalitza`l'existència independent de Mecklenburg, creant 3 districtes (bezirke) fora del seu territori: Rostock, Schwerin i Neubrandenburg.
Durant la reunificació alemanya, el 1990, l'estat de Mecklenburg-Pomerània Occidental fou recuperat, i ara és un dels 16 estats de la República Federal d'Alemanya.

## Escut d'armes dels ducats de Mecklenburg

L'escut d'armes usat per ambdós ducats (meitat del segle XIX)

La Casa de Mecklenburg fou fundada per Niklot, príncep dels obotrites, Chizzini i Circipani al Mar Bàltic, qui va morir el 1160. La seva progènie cristiana va ser reconeguda com a príncep del Sacre Imperi el 1170 i el Duc de Mecklenburg 8 de juliol del 1348. El 27 de febrer de 1658 la casa ducal es dividí en dues branques: el Ducat de Mecklenburg-Schwerin i Mecklenburg-Strelitz.
La bandera d'ambdós ducats de Mecklenburg tradicionalment és de colors blau, groc i vermell. L'ordre dels quals s'ha canviat diversos cops als darrers tres segles. El 1813 els ducats usaren el patró groc-vermell-blau. S'ordenà en blau-groc-vermell, el 23 de desembre del 1863 per Schwerin i el 4 de gener del 1864 per Strelitz. Mecklenburg-Schwerin tanmateix usà el blanc en comptes del groc per a les banderes marítimes segons la llei del 24 de març del 1855.
Tanmateix el Siebmachers Wappenbuch atorga l'ordre blau-blanc-vermell per Schwerin i blau-groc-vermell per a Strelitz. Segons aquesta font la casa del Gran Ducat de Schwerin usà una bandera de 3,75 a 5,625 M amb les armes de mig en un quadrant blanc (1,75 M) al mig.
Les armes del mig mostren l'escut de Mecklenburg tal com fou arranjat al segle xvii. El comtat de Schwerin la mig i als quarters el cap de bou de Mecklenburg (el cap del brau amb el collaret), Rostock (griu), principat de Schwerin (griu al capdamunt d'un rectangle verd), Ratzeburg (creu amb una corona al capdamunt), Stargard (braç amb anell de mà) i Wenden (el cap del brau). L'escut és suportat per un brau i un griu i per timbre una corona reial.
Els ducs de Strelitz usaren segons Siebmachers la bandera blava-groga-vermella amb l'escut ovalat de Mecklenburg en la banda groga.
Ströhl el 1897 i Bulgària, feren un altre canvi: El gran ducat de Mecklenburg-Schwerin dissenyà una bandera (4:5) amb els braços de les figures de l'escut d'armes.
L'anterior estendard de Schwerin té el quadrant blanc s'adscrigué als grans ducs de Strelitz. Ströhl esmenta una bandera pel de la casa ducal amb una llei de 23 de desembre del 1863 amb les armes del mig a la banda groga. I esmenta una bandera marítima especial, igual però amb la faixa central blanca. 'Berühmte Fahnen' mostra a més un estendard de la gran duquessa Alexandra de Mecklenburg-Schwerin, princesa d'Hannover (1882-1963), mostrant el seu escut i el de Mecklenburg unit per l'orde de la Corona Wend dins d'un oval blanc. Per a la mar, la banda groga de la seva bandera era, per descomptat, blanca. Els prínceps (ducs) de Mecklenburg-Schwerin tingueren segons aquesta font el seu estendard propi, mostrant el griu de Rostock.

## Economia
Mecklenburg afronta un augment enorme del turisme des de la reunificació alemanya el 1990, particularment amb les seves platges i ressorts marítims al Bàltic (la "Riviera alemanya", Warnemünde, Boltenhagen, Heiligendamm, Kühlungsborn, Rerik i altres), el Mecklenburgische Seenplatte i (Mecklenburgische Schweiz amb la seva natura pristina, l'antiga Lliga Hanseàtica ciutats de Rostock, Greifswald, Stralsund i Wismar (aquests dos últims són Patrimoni Mundial) ben coneguts pels seus edificis de gòtic de maó medievals, i les anteriors residències reials de Schwerin, Güstrow, Ludwigslust i Neustrelitz.

## Habitants notables de Mecklenburg
- Gebhard Leberecht von Blücher, líder de l'exèrcit prussià
- Jan Ullrich, ciclista
- Gottlob Frege, un filòsof i matemàtic
- Heinrich Schliemann, pioner de l'arqueologia i descobridor de les ruïnes de Troia
- Carlota de Mecklenburg-Strelitz, (1744-1818), muller del rei Jordi III del Regne Unit i àvia de la Reina Victòria. Charlotte (Carolina del Nord), EUA i el comtat en el que rau reberen honoríficament el seu nom, així com Charlottesville (Virgínia).